# PolDoc Hispànic
PolDoc Hispànic és un directori de polítiques de desenvolupament i gestió de col·leccions documentals, d'abast espanyol i hispanoamericà. Permet consultar les polítiques de col·lecció de les biblioteques públiques catalanes. Va ser creat el 2013.